# Strafuitsluitingsgrond
In het strafrecht is een  strafuitsluitingsgrond de reden waarop een rechter zich kan baseren om geen straf op te leggen voor een feitelijke handeling die onder normale omstandigheden een strafbaar feit zou opleveren, omdat er of geen sprake is van schuld of een rechtvaardiging bestaat voor de handeling, bijvoorbeeld noodweer.

## Nederland
De voorwaarden voor het bestaan van een strafbaar feit zijn:
- menselijke gedraging/gedraging (commissie: doen of omissie: nalaten),
- die valt binnen de delictsomschrijving,
- is wederrechtelijk,
- is aan schuld te wijten.

Als aan deze voorwaarden zijn voldaan, kan de verdachte veroordeeld worden. 
De wet en ook de rechtspraak kent uitzonderingen op deze strafrechtelijke aansprakelijkheid, te weten de strafuitsluitingsgronden.
Veel van deze uitzonderingen staan in titel III van het Wetboek van Strafrecht (Sr). Een beroep op een strafuitsluitingsgrond is in de praktijk lastig en wordt vaak door de rechter afgewezen. Het kan wel strafverminderend werken. 
De strafuitsluitingsgronden worden onderverdeeld in de schulduitsluitingsgronden en de rechtvaardigingsgronden.
De schulduitsluitingsgronden zien op de verwijtbaarheid van het handelen van de verdachte en de rechtvaardigingsgronden zien op de gedraging (het feit) zelf.
Wederrechtelijkheid betekent dat een strafbaar feit ook daadwerkelijk in strijd is met het recht, in plaats van uitsluitend in strijd met de wet. Een wederwettelijk feit kan dus door het ontbreken van wederrechtelijkheid niet tot een veroordeling leiden, zoals in de situatie van noodweer.
Rechtvaardigingsgronden zien op de wederrechtelijkheid, schulduitsluitingsgronden op de schuld. Dit onderscheid is met name van belang voor de volgorde van beoordeling. Schulduitsluitingsgronden komen pas aan de orde als vaststaat dat de gedraging wederrechtelijk is. Een rechtvaardigingsgrond ontneemt de wederrechtelijkheid aan een gedraging. Daarom zal eerst moeten worden beoordeeld of er een rechtvaardigingsgrond van toepassing is en daarna of er sprake is van een schulduitsluitingsgrond.
Daarnaast is het onderscheid van belang in geval van deelneming aan een strafbaar feit. Een schulduitsluitingsgrond werkt alleen persoonlijk; een deelnemer kan dan wel veroordeeld worden. Als de dader zich (met succes) kan beroepen op een rechtvaardigingsgrond gaat de deelnemer meestal ook vrijuit.
De wettelijke schulduitsluitingsgronden zijn:
- ontoerekeningsvatbaarheid (art. 39 Sr),
- psychische overmacht (art. 40 Sr),
- noodweerexces (art. 41 lid 2 Sr),
- een onbevoegd gegeven ambtelijk bevel (art. 43 lid 2 Sr).

De buitenwettelijke schulduitsluitingsgrond is:
AVAS (afwezigheid van alle schuld). Dit is voor het eerst aangenomen in het Melk en water-arrest: "geen straf zonder schuld". Voor een geslaagd beroep op AVAS is dwaling omtrent het recht of dwaling omtrent feiten vereist. Dat wordt niet gemakkelijk aangenomen: er bestaat tot op zekere hoogte een onderzoeksplicht. Maar wie bijvoorbeeld uitdrukkelijk van de politie heeft gehoord dat iets is toegestaan mag daarop afgaan, en een werknemer die werkelijk niet wist dat zijn baas knoeide met verdunde melk gaat ook vrijuit, ook al helpt hij bij de handel in die melk. AVAS kan ook bestaan indien de verdachte de maximaal van hem te vergen zorg heeft betracht (zie het arrest Aflatoxine in pinda's).
De wettelijke rechtvaardigingsgronden zijn:
- overmacht in de zin van noodtoestand (art. 40 Sr),
- wettelijk voorschrift (art. 42 Sr),
- bevoegd gegeven ambtelijk bevel (art. 43 lid 1 Sr),
- noodweer (art. 41 lid 1 Sr).

De buitenwettelijke rechtvaardigingsgrond is: het ontbreken van materiële wederrechtelijkheid. Dit is voor het eerst aangenomen in het arrest Huizense veearts.
Voor een geslaagd beroep op het ontbreken van materiële wederrechtelijkheid dient aangetoond te worden dat door het overtreden van de strafrechtelijke norm, de doelstelling van die norm beter nageleefd wordt dan door het houden aan de strafrechtelijke norm.

## België
In het Belgisch strafrecht zijn er 4 strafuitsluitingsgronden: 
- Rechtvaardigingsgrond: soms verplicht de wet een misdrijf te begaan;
- Schuldontheffingsgrond: bv. overmacht;
- Niet-toerekenbaarheid van het misdrijf aan de dader;
- Strafuitsluitende verschoningsgrond: bijv. diefstal tussen echtgenoten.

In het kader van het algemeen rechtsbeginsel 'het bewijsrecht in strafzaken', kan de beklaagde een feit aanvoeren dat het misdrijf uitsluit op grond van een van de vier strafuitsluitingsgronden. Indien deze bewering enige geloofwaardigheid bevat, is het aan het openbaar ministerie de onjuistheid ervan te bewijzen. Aan de beklaagde mag evenwel niet het bewijs van de strafuitsluitingsgrond worden opgelegd.